# Jagadhri

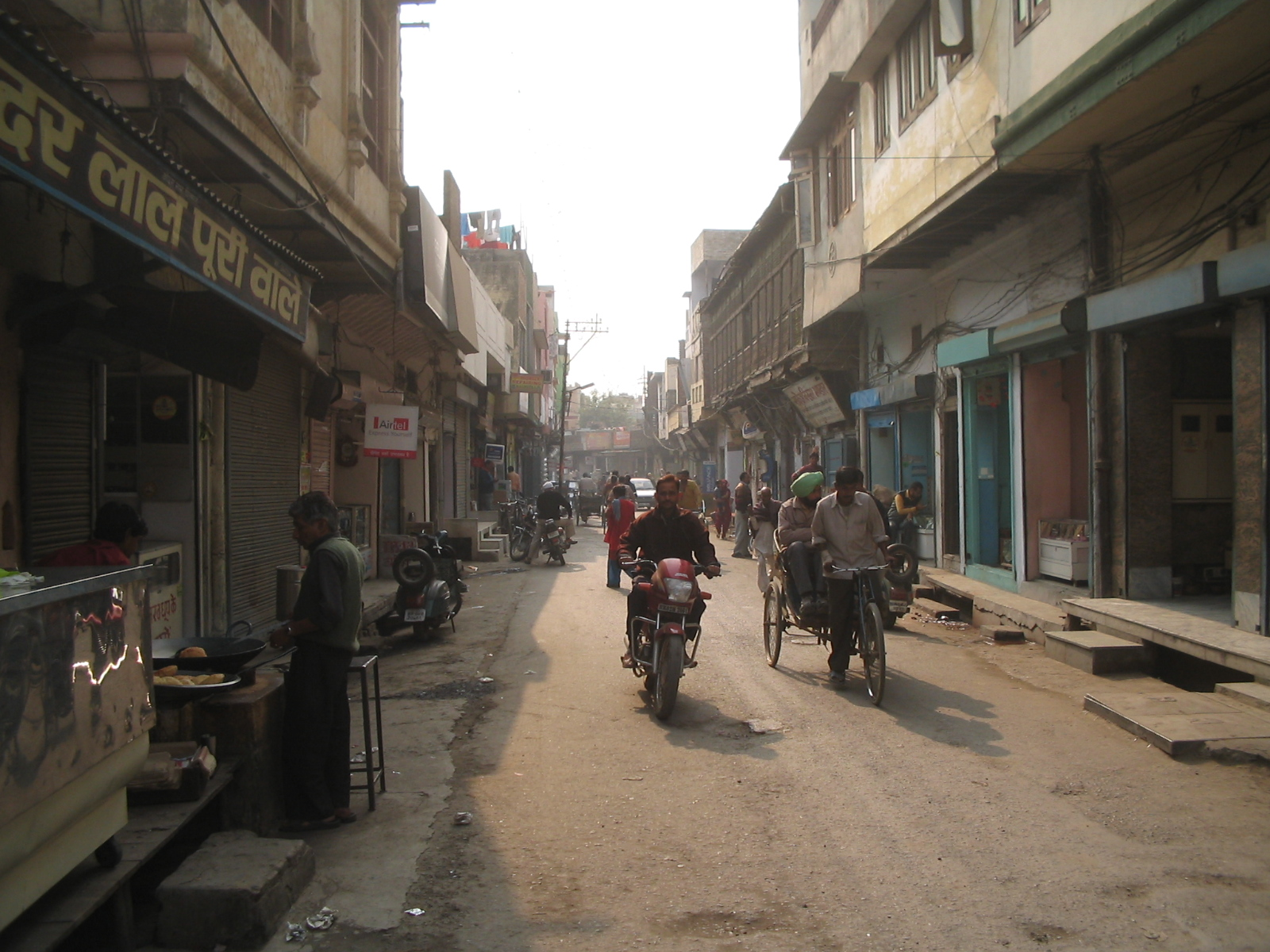
Gata i Jagadhri.

Jagadhri är en stad i delstaten Haryana i Indien. Den är en förort till Yamunanagar i distriktet Yamunanagar och hade 124 894 invånare vid folkräkningen 2011.